# Ronde van Zwitserland 2009
De 73e editie van de etappekoers Ronde van Zwitserland werd verreden van zaterdag 13 tot en met zondag 21 juni 2009 in Zwitserland. Dit jaar reed het peloton in negen dagen over een afstand van 1354,8 km van Mauren (Liechtenstein) naar de hoofdstad Bern.
De wedstrijd ging van start met een proloog over 7,8 km. Ook de afsluitende etappe in de hoofdstad Bern was een individuele tijdrit, ditmaal over 39,0 km. Eindwinnaar werd Fabian Cancellara die ook de proloog en de afsluitende tijdrit won. Titelverdediger was Roman Kreuziger.

## Startlijst
Twintig teams met elk acht renners namen deel aan deze editie.
| 18 UCI ProTour-ploegen | 18 UCI ProTour-ploegen | 18 UCI ProTour-ploegen | 2 wildcards         |
| ---------------------- | ---------------------- | ---------------------- | ------------------- |
| AG2R-La Mondiale       | Française des Jeux     | Rabobank               | Fuji-Servetto       |
| Astana                 | Fuji-Servetto          | Silence-Lotto          | Vorarlberg-Corratec |
| Bouygues Télécom       | Garmin-Slipstream      | Team Columbia-HTC      |                     |
| Caisse d'Epargne       | Lampre                 | Team Katjoesja         |                     |
| Cofidis                | Liquigas               | Team Milram            |                     |
| Euskaltel-Euskadi      | Quick Step             | Team Saxo Bank         |                     |

## Etappe-overzicht
| #       | datum   | Etappe                                 | Afstand  | Winnaar           | Team          | Leider algemeen klassement |
| ------- | ------- | -------------------------------------- | -------- | ----------------- | ------------- | -------------------------- |
| Proloog | 13 juni | Mauren - Ruggell (Lie) (IT)            | 7,8 km   | Fabian Cancellara | Saxo Bank     | Fabian Cancellara          |
| 1       | 14 juni | Davos - Davos                          | 150,0 km | Bernhard Eisel    | Team Columbia | Fabian Cancellara          |
| 2       | 15 juni | Davos - Lumino                         | 195,0 km | Mark Cavendish    | Team Columbia | Fabian Cancellara          |
| 3       | 16 juni | Biasca - Stäfa                         | 197,0 km | Matti Breschel    | Saxo Bank     | Tadej Valjavec             |
| 4       | 17 juni | Stäfa - Serfaus (Oos)                  | 202,0 km | Michael Albasini  | Team Columbia | Tadej Valjavec             |
| 5       | 18 juni | Oberriet - Bad Zurzach                 | 178,0 km | Mark Cavendish    | Team Columbia | Tadej Valjavec             |
| 6       | 19 juni | Bad Zurzach - Vallorbe (Jurapark)      | 204,0 km | Kim Kirchen       | Team Columbia | Tadej Valjavec             |
| 7       | 20 juni | Le Sentier (Le Chenit) - Crans-Montana | 182,0 km | Tony Martin       | Team Columbia | Tadej Valjavec             |
| 8       | 21 juni | Bern - Bern (IT)                       | 39,0 km  | Fabian Cancellara | Saxo Bank     | Fabian Cancellara          |

## Etappe-uitslagen
| #  | Renner                  | Team             | Tijd   |
| -- | ----------------------- | ---------------- | ------ |
| 1  | Fabian Cancellara       | Saxo Bank        | 9' 21" |
| 2  | Roman Kreuziger         | Liquigas         | + 19"  |
| 3  | Andreas Klöden          | Astana           | + 22"  |
| 4  | George Hincapie         | Team Columbia    | + 24"  |
| 5  | Tony Martin             | Team Columbia    | + 31"  |
| 6  | Kim Kirchen             | Team Columbia    | z.t.   |
| 7  | Maxime Monfort          | Team Columbia    | + 32"  |
| 8  | Heinrich Haussler       | Cervélo          | + 34"  |
| 9  | Lars Boom               | Rabobank         | z.t.   |
| 10 | Rui Alberto Costa Fario | Caisse d'Epargne | + 35"  |

| #  | Renner             | Team                | Tijd       |
| -- | ------------------ | ------------------- | ---------- |
| 1  | Bernhard Eisel     | Team Columbia       | 3u 29' 51" |
| 2  | Gerald Ciolek      | Team Milram         | z.t.       |
| 3  | Óscar Freire       | Rabobank            | z.t.       |
| 4  | Francesco Gavazzi  | Lampre              | z.t.       |
| 5  | José Joaquín Rojas | Caisse d'Epargne    | z.t.       |
| 6  | Xavier Florencio   | Cervélo             | z.t.       |
| 7  | Andreas Dietziker  | Vorarlberg-Corratec | z.t.       |
| 8  | Lloyd Mondory      | AG2R-La Mondiale    | z.t.       |
| 9  | Enrico Gasparotto  | Lampre              | z.t.       |
| 10 | Daniel Moreno      | Caisse d'Epargne    | z.t.       |

| #  | Renner              | Team                  | Tijd       |
| -- | ------------------- | --------------------- | ---------- |
| 1  | Mark Cavendish      | Team Columbia         | 4u 39' 27" |
| 2  | Óscar Freire        | Rabobank              | z.t.       |
| 3  | Thor Hushovd        | Cervélo               | z.t.       |
| 4  | Francesco Gavazzi   | Lampre                | z.t.       |
| 5  | José Joaquín Rojas  | Caisse d'Epargne      | z.t.       |
| 6  | Greg Van Avermaet   | Silence - Lotto       | z.t.       |
| 7  | Renaud Dion         | AG2R-La Mondiale      | z.t.       |
| 8  | Yoann Offredo       | La Française des Jeux | z.t.       |
| 9  | Jawhen Hoetarovitsj | La Française des Jeux | z.t.       |
| 10 | Fabian Cancellara   | Saxo Bank             | z.t.       |

| #  | Renner             | Team             | Tijd       |
| -- | ------------------ | ---------------- | ---------- |
| 1  | Matti Breschel     | Saxo Bank        | 5u 01' 34" |
| 2  | Maksim Iglinski    | Astana           | z.t.       |
| 3  | Tadej Valjavec     | AG2R-La Mondiale | z.t.       |
| 4  | Peter Velits       | Team Milram      | z.t.       |
| 5  | Oliver Zaugg       | Liquigas         | z.t.       |
| 6  | Andy Schleck       | Saxo Bank        | z.t.       |
| 7  | Aleksandr Jefimkin | AG2R-La Mondiale | z.t.       |
| 8  | Thomas Rohregger   | Team Milram      | z.t.       |
| 9  | Robert Kišerlovski | Fuji-Servetto    | + 5"       |
| 10 | Filippo Pozzato    | Team Katjoesja   | + 1' 03"   |

| #  | Renner            | Team             | Tijd       |
| -- | ----------------- | ---------------- | ---------- |
| 1  | Michael Albasini  | Team Columbia    | 5u 24' 04" |
| 2  | Fabian Cancellara | Saxo Bank        | z.t.       |
| 3  | Damiano Cunego    | Lampre           | z.t.       |
| 4  | Oliver Zaugg      | Liquigas         | z.t.       |
| 5  | Vladimir Karpets  | Team Katjoesja   | z.t.       |
| 6  | Roman Kreuziger   | Liquigas         | z.t.       |
| 7  | Fränk Schleck     | Saxo Bank        | z.t.       |
| 8  | Andreas Klöden    | Astana           | z.t.       |
| 9  | Tadej Valjavec    | AG2R-La Mondiale | z.t.       |
| 10 | Maxime Monfort    | Team Columbia    | z.t.       |

| #  | Renner             | Team              | Tijd       |
| -- | ------------------ | ----------------- | ---------- |
| 1  | Mark Cavendish     | Team Columbia     | 4u 18' 26" |
| 2  | Óscar Freire       | Rabobank          | z.t.       |
| 3  | Francesco Gavazzi  | Lampre            | z.t.       |
| 4  | Thor Hushovd       | Cervélo           | z.t.       |
| 5  | Jürgen Roelandts   | Silence - Lotto   | z.t.       |
| 6  | Matti Breschel     | Saxo Bank         | z.t.       |
| 7  | Koldo Fernández    | Euskaltel-Euskadi | z.t.       |
| 8  | Gerald Ciolek      | Team Milram       | z.t.       |
| 9  | José Joaquín Rojas | Caisse d'Epargne  | z.t.       |
| 10 | Wouter Weylandt    | Quick·Step        | z.t.       |

| #  | Renner                  | Team             | Tijd       |
| -- | ----------------------- | ---------------- | ---------- |
| 1  | Kim Kirchen             | Team Columbia    | 4u 56' 41" |
| 2  | Roman Kreuziger         | Liquigas         | + 2"       |
| 3  | Peter Velits            | Team Milram      | + 7"       |
| 4  | Oliver Zaugg            | Liquigas         | z.t.       |
| 5  | Eros Capecchi           | Fuji-Servetto    | z.t.       |
| 6  | Fabian Cancellara       | Saxo Bank        | z.t.       |
| 7  | Rui Alberto Costa Fario | Caisse d'Epargne | z.t.       |
| 8  | Vladimir Karpets        | Team Katjoesja   | z.t.       |
| 9  | Tony Martin             | Team Columbia    | z.t.       |
| 10 | Chris Anker Sørensen    | Saxo Bank        | z.t.       |

| #  | Renner            | Team             | Tijd       |
| -- | ----------------- | ---------------- | ---------- |
| 1  | Tony Martin       | Team Columbia    | 4u 12' 31" |
| 2  | Damiano Cunego    | Lampre           | z.t.       |
| 3  | Fabian Cancellara | Saxo Bank        | + 2"       |
| 4  | Tadej Valjavec    | AG2R-La Mondiale | z.t.       |
| 5  | Kim Kirchen       | Team Columbia    | z.t.       |
| 6  | Rein Taaramäe     | Cofidis          | z.t.       |
| 7  | Andreas Klöden    | Astana           | z.t.       |
| 8  | Roman Kreuziger   | Liquigas         | z.t.       |
| 9  | Vladimir Karpets  | Team Katjoesja   | z.t.       |
| 10 | Fränk Schleck     | Saxo Bank        | z.t.       |

| \| # \| Renner \| Team \| Tijd \| \| -- \| ----------------- \| --------------- \| -------- \| \| 1 \| Fabian Cancellara \| Saxo Bank \| 45' 59" \| \| 2 \| Tony Martin \| Team Columbia \| + 1' 27" \| \| 3 \| Thomas Dekker \| Silence - Lotto \| + 1' 42" \| \| 4 \| Marcus Burghardt \| Team Columbia \| + 1' 43" \| \| 5 \| Sylvain Chavanel \| Quick·Step \| + 1' 48" \| \| 6 \| Cameron Meyer \| Garmin-Chipotle \| + 1' 50" \| \| 7 \| Roman Kreuziger \| Liquigas \| + 2' 00" \| \| 8 \| Brian Vandborg \| Liquigas \| + 2' 02" \| \| 9 \| Andreas Klöden \| Astana \| + 2' 09" \| \| 10 \| Thor Hushovd \| Cervélo \| + 2' 14" \| |                   |                 |          |
| # | Renner            | Team            | Tijd     |
| 1 | Fabian Cancellara | Saxo Bank       | 45' 59"  |
| 2 | Tony Martin       | Team Columbia   | + 1' 27" |
| 3 | Thomas Dekker     | Silence - Lotto | + 1' 42" |
| 4 | Marcus Burghardt  | Team Columbia   | + 1' 43" |
| 5 | Sylvain Chavanel  | Quick·Step      | + 1' 48" |
| 6 | Cameron Meyer     | Garmin-Chipotle | + 1' 50" |
| 7 | Roman Kreuziger   | Liquigas        | + 2' 00" |
| 8 | Brian Vandborg    | Liquigas        | + 2' 02" |
| 9 | Andreas Klöden    | Astana          | + 2' 09" |
| 10 | Thor Hushovd      | Cervélo         | + 2' 14" |

## Eindklassementen
| #  | Renner            | Team             | Tijd        |
| -- | ----------------- | ---------------- | ----------- |
| 1  | Fabian Cancellara | Saxo Bank        | 33u 05' 51" |
| 2  | Tony Martin       | Team Columbia    | + 2' 02"    |
| 3  | Roman Kreuziger   | Liquigas         | + 2' 24"    |
| 4  | Andreas Klöden    | Astana           | + 2' 50"    |
| 5  | Vladimir Karpets  | Team Katjoesja   | + 3' 18"    |
| 6  | Damiano Cunego    | Lampre           | + 3' 23"    |
| 7  | Tadej Valjavec    | AG2R-La Mondiale | + 3' 45"    |
| 8  | Rein Taaramäe     | Cofidis          | + 4' 04"    |
| 9  | Kim Kirchen       | Team Columbia    | z.t.        |
| 10 | Maxime Monfort    | Team Columbia    | + 4' 08"    |

| #                 | Renner            | Team                | Punten     |
| ----------------- | ----------------- | ------------------- | ---------- |
| Puntenklassement  |                   |                     |            |
| 1                 | Fabian Cancellara | Saxo Bank           | 70         |
| 2                 | Mark Cavendish    | Team Columbia       | 50         |
| 2                 | Roman Kreuziger   | Liquigas            | 50         |
| 2                 | Óscar Freire      | Rabobank            | 50         |
| Bergklassement    |                   |                     |            |
| 1                 | Tony Martin       | Team Columbia       | 62         |
| 2                 | Maksim Iglinski   | Astana              | 26         |
| 3                 | Silvere Ackermann | Vorarlberg-Corratec | 21         |
| Sprintklassement  |                   |                     |            |
| 1                 | Enrico Gasparotto | Lampre              | 21         |
| 2                 | Fabian Cancellara | Saxo Bank           | 16         |
| 3                 | Andy Schleck      | Saxo Bank           | 12         |
| #                 | Team              | Team                | Tijd       |
| Ploegenklassement |                   |                     |            |
| 1                 | Saxo Bank         | Saxo Bank           | 99u 23' 58 |
| 2                 | Team Columbia     | Team Columbia       | + 2' 03"   |
| 3                 | Liquigas          | Liquigas            | + 11' 03"  |

Mannen: 1933 · 1934 · 1935 · 1936 · 1937 · 1938 · 1939 · 1940 · 1941 · 1942 · 1943 · 1944 · 1945 · 1946 · 1947 · 1948 · 1949 · 1950 · 1951 · 1952 · 1953 · 1954 · 1955 · 1956 · 1957 · 1958 · 1959 · 1960 · 1961 · 1962 · 1963 · 1964 · 1965 · 1966 · 1967 · 1968 · 1969 · 1970 · 1971 · 1972 · 1973 · 1974 · 1975 · 1976 · 1977 · 1978 · 1979 · 1980 · 1981 · 1982 · 1983 · 1984 · 1985 · 1986 · 1987 · 1988 · 1989 · 1990 · 1991 · 1992 · 1993 · 1994 · 1995 · 1996 · 1997 · 1998 · 1999 · 2000 · 2001 · 2002 · 2003 · 2004 · 2005 · 2006 · 2007 · 2008 · 2009 · 2010 · 2011 · 2012 · 2013 · 2014 · 2015 · 2016 · 2017 · 2018 · 2019 · 2020 · 2021 · 2022 · 2023 · 2024 · 2025
Vrouwen: 1998 · 1999 · 2000 · 2001 · 2002-2020 · 2021 · 2022 · 2023 · 2024 · 2025
 Tour Down Under · 
 Ronde van Vlaanderen · 
 Ronde van het Baskenland · 
 Gent-Wevelgem · 
 Amstel Gold Race · 
 Ronde van Romandië · 
 Ronde van Catalonië · 
 Critérium du Dauphiné Libéré · 
 Ronde van Zwitserland · 
 Clásica San Sebastián · 
 Ronde van Polen · 
 Vattenfall Cyclassics · 
  Eneco Tour · 
 GP Ouest France-Plouay